# Die Herrlichkeit des Lebens (Film)
Die Herrlichkeit des Lebens (englischer Titel: The Glory of Life) ist ein deutsch-österreichischer Spielfilm von Georg Maas und Judith Kaufmann aus dem Jahr 2024 mit Sabin Tambrea als Franz Kafka und Henriette Confurius als Dora Diamant. Das Drehbuch von Georg Maas und Michael Gutmann basiert auf dem gleichnamigen Roman von Michael Kumpfmüller (2011).

## Handlung
Der Film behandelt das letzte Lebensjahr des 40-jährigen Schriftstellers Franz Kafka, der im Sommer 1923 in Graal-Müritz die aus Polen stammende Dora Diamant zufällig am Ostseestrand kennenlernt. Während der schwerkranke Kafka auch im Hochsommer im schwarzen Anzug mit Krawatte herumläuft, beobachtet er die lebensfrohe Dora am Strand beim Tanzen. Die beiden begegnen sich immer wieder, kommen ins Gespräch und werden ein Liebespaar.
Dora arbeitet in Berlin im Jüdischen Volksheim. Kafka bewundert sie dafür, sich von ihrer Familie abgenabelt zu haben, während er auf finanzielle Unterstützung durch den Vater angewiesen ist. Da Berlin für Kafka die Traumstadt ist, folgt er ihr dorthin, wo die beiden zusammenleben. Kafkas Gesundheitszustand verschlechtert sich zunehmend, Dora pflegt ihn bis zu seinem Tod.

## Produktion und Hintergrund
Die Dreharbeiten fanden vom 9. Mai bis zum 22. Juni 2023 in Deutschland und Österreich statt. Gedreht wurde in Wien, Berlin und Mecklenburg-Vorpommern. Drehorte in Mecklenburg-Vorpommern waren auf der Halbinsel Wustrow und auf dem Gut Belitz im Landkreis Rostock.
Produziert wurde der Film von der deutschen Tempest Film Produktion (Produzenten Helge Sasse und Solveig Fina) in Koproduktion mit der österreichischen Lotus Film (Produzent Tommy Pridnig). Den Vertrieb übernahm in Österreich Filmladen. Unterstützt wurde die Produktion vom Österreichischen Filminstitut, vom Filmfonds Wien, dem Deutschen Filmförderfonds, der Filmförderungsanstalt, der Film- und Medienstiftung NRW, der Kulturellen Filmförderung Mecklenburg-Vorpommern, der Medienboard Berlin-Brandenburg GmbH und der MV Filmförderung GmbH. Beteiligt war der Österreichische Rundfunk.
Die Kamera führte Judith Kaufmann, die Musik schrieben Paul Eisenach und Jonas Hofer, die Montage verantworteten Gisela Zick und Hansjörg Weißbrich, das Casting Anja Dihrberg. Das Kostümbild gestaltete Tanja Hausner, das Szenenbild Katharina Wöppermann und die Maske Martha Ruess.
Der Film wurde als einer von 13 Bewerbern für den deutschen Beitrag für die Oscarverleihung 2025 für den besten internationalen Film eingereicht.

## Veröffentlichung
In Deutschland kam der Film ab 14. März 2024 ins Kino, in Österreich war der Start am 7. Juni 2024 anlässlich des 100. Todestages von Kafka am 3. Juni 2024. Auf Blu-ray soll der Film am 5. August 2024 erscheinen.
Im März 2024 wurde außerdem die ORF/ARD-Serie Kafka erstmals ausgestrahlt.

## Rezeption
Der Film verzeichnete in Deutschland in der Startwoche rund 59.000 und insgesamt über 243.000 Kinobesucher.
Gaby Sikorski bewertete den Film auf Filmstarts.de mit vier von fünf Sternen und bezeichnete die Produktion als poetischen, sehr gelungenen Arthouse-Film, der die Tragik und die Schönheit einer großen Liebe darstelle, ohne auf die Tränendrüsen zu drücken. Der Film halte gekonnt die Balance zwischen Melodram und romantischer Komödie, wobei Sabin Tambrea und Henriette Confurius in den Hauptrollen die Idealbesetzung darstellten.
Oliver Armknecht vergab auf film-rezensionen.de sieben von zehn Punkten. Über das künstlerische Arbeiten von Kafka erfahre man wenig, dafür handle es sich um ein sehenswertes Porträt, das nachdenklich und berührend sei, ohne groß aufbauschen zu wollen.
Filmdienst.de bezeichnete die Produktion als anspruchsvolles, herausragend gespieltes Liebesdrama, das sich zunächst auf die romantische Annäherung zwischen Mann und Frau konzentriere, aber auch das schriftstellerische Schaffen Kafkas, seine starke Selbstkritik und das belastete Verhältnis zum Vater nicht ausspare.

## Auszeichnungen und Nominierungen
Deutscher Filmpreis 2024
- Nominierung in der Kategorie Bestes Kostümbild (Tanja Hausner)[14]

Festival des deutschen Films 2024
- Nominierung für den Rheingold Publikumspreis[15][16]

Günter-Rohrbach-Filmpreis 2024
- Auswahl für die Shortlist[17]

Bambi-Verleihung 2024
- Nominierung in der Kategorie Schauspieler national (Sabin Tambrea)[18]

Bayerischer Filmpreis 2024
- Auszeichnung in der Kategorie Bildgestaltung  (Judith Kaufmann)[19]

Österreichischer Filmpreis 2025
- Nominierung in der Kategorie Bestes Kostümbild (Tanja Hausner)[20]
- Nominierung in der Kategorie Beste Maske (Martha Ruess)
- Nominierung in der Kategorie Bestes Szenenbild (Katharina Wöppermann)